# Хальфая
Хальфая (араб. حلفايا‎) — поселение в северной части Сирии, административно входит в состав мухафазы Хама.

## Описание
Хальфая расположена к северу от города Хамы. Ближайшие населённые пункты Эль-Латамна на севере, Махарда на западе, Тайбет-эль-Имам на востоке и другие. Центральное бюро статистики Сирии оценивает население в 21 180 человек в 2004 году. Это делает Хальфаю самым населённым пунктом в нахие Мухрада.
Во время Гражданской войны в Сирии контроль над городом часто переходил от правительственных войск к вооружённой оппозиции и наоборот. В данный момент сирийское правительство контролирует город.